# Grotte des Balmes
Ne doit pas être confondu avec Grottes de la Balme.
La grotte des Balmes est un site archéologique situé dans l'ancienne commune de Sollières-Sardières (actuellement Val-Cenis), en Maurienne, en Savoie (France). Son importance a été reconnue en 1972.

## Situation
La grotte des Balmes est située à 1 350 m d'altitude, à une centaine de mètres au-dessus du fond de la vallée de la Maurienne.

## Chronologie
La grotte a été occupée du Néolithique moyen à l'Âge du fer, de 3600 à 450 av. J.-C., et a connu diverses utilisations, notamment celle de bergerie.

## Conservation
Le mobilier archéologique découvert dans la grotte est présenté au musée d'archéologie de Val-Cenis-Sollières-Sardières.

## Protection
La grotte et le rocher dit « des Balmes » ont été classés au titre des monuments historiques par arrêté du 2 octobre 1978.